# 升味準之輔
升味準之輔（1926年4月1日—2010年8月13日），是日本政治學家，亦是東京都立大學名譽教授。1964年時，以提出「55年體制」一詞而聞名於世。代表作有《日本政黨史論》、《日本政治史 》 。

## 生平
1926年4月1日出生於日本長崎縣。1945年3月，自第六高等學校文科乙類畢業。1945年4月，入讀東京大學法學部政治學科。1948年3月，自東京大學法學部政治學科畢業。1952年4月時，即進入東京都立大學擔任講學工作，直到1989年3月方退休。1964年，於岩波書店所出版的《思想》上發表〈1955年的政治體制〉（「1955年の政治体制」）一文；並提出「55年體制」一詞，來說明戰後日本的政黨政治之格局。1973年4月至1977年3月之間，擔任東京都立大學法學部長。1980年，完成7卷本的巨著——《日本政黨史論》（『日本政党史論』）。1982年10月至1984年10月之間，擔任日本政治學會理事長。1989年6月，成為東京都立大學的名譽教授。
2010年8月13日，因胰腺癌去世，享壽84歲。

## 著作

### 專書
- ，與施樂伯（Robert A. Scalapino）共著，東京：岩波書店，1962年2月。
  - 〔繁體中文譯本〕陳國儁譯，《現代日本政黨與政治》，台北：政工幹部學校，1967年。
- ，東京：岩波書店，1964年3月。
- ，東京：東京大学出版会，1965年11月。
- ，東京：東京大学出版会，1966年5月。
- ，東京：東京大学出版会，1967年12月。
- ，東京：東京大学出版会，1968年2月。
- ，東京：東京大学出版会，1979年7月。
- ，東京：東京大学出版会，1980年9月。
- ，東京：東京大学出版会，1980年10月。
- ，東京：岩波書店，1969年12月。
- ，東京：岩波書店，1974年。
- ，東京：岩波書店，1974年。
- ，東京：東京大学出版会，1976年9月。
- ，東京：東京大学出版会，1986年10月。
- ，東京：東京大学出版会，1986年10月。
- ，東京：東京大学出版会，1983年5月。
  - 〔英文譯本〕Postwar Politics in Japan, 1945–1955. Translated by Lonny E. Carlile. Berkeley: University of California, Institute of East Asian Studies, Center for Japanese Studies, 1985.
- ，東京：東京大学出版会，1983年5月。
  - 〔英文譯本〕Postwar Politics in Japan, 1945–1955. Translated by Lonny E. Carlile. Berkeley: University of California, Institute of East Asian Studies, Center for Japanese Studies, 1985.
- ，東京：東京大学出版会，1985年2月。
  - 〔英文譯本〕Contemporary Politics in Japan. Translated by Lonny E. Carlile. Berkeley, Los Angeles, and London: University of California Press, 1995.
- ，東京：東京大学出版会，1985年3月。
  - 〔英文譯本〕Contemporary Politics in Japan. Translated by Lonny E. Carlile. Berkeley, Los Angeles, and London: University of California Press, 1995.
- ，東京：東京大学出版会，1988年3月。
  - 〔簡體中文譯本〕董果良譯，《日本政治史：第一冊 幕末維新 明治國家之成立》，北京：商務印書館，1997年12月。
- ，東京：東京大学出版会，1988年5月。
  - 〔簡體中文譯本〕董果良譯，《日本政治史：第二冊 藩閥統治 政黨政治》，北京：商務印書館，1997年12月。
- ，東京：東京大学出版会，1988年7月。
  - 〔簡體中文譯本〕郭洪茂譯，董果良校，《日本政治史：第三冊 政黨的凋落 總力戰體制》，北京：商務印書館，1997年12月。
- ，東京：東京大学出版会，1988年12月。
  - 〔簡體中文譯本〕董果良譯，《日本政治史：第四冊 占領下的改革 自民黨的統治》，北京：商務印書館，1997年12月。
- ，東京：東京大学出版会，1990年8月。
- ，東京：東京大学出版会，1993年5月。
- ，東京：東京大学出版会，1993年7月。
- ，東京：山川出版社，1998年5月。
- ，東京：千倉書房，2008年5月。

### 翻譯
- 喬治·皮博迪·古奇（George Peabody Gooch）著，與堀豊彦共譯，東京：岩波書店，1952年8月。